# Euthychaeta spectabilis
Euthychaeta spectabilis is een vliegensoort uit de familie van de Diastatidae. De wetenschappelijke naam van de soort is voor het eerst geldig gepubliceerd in 1864 door Loew.